# Ацуши Натори
Ацуши Натори (јап. 名取 篤; 12. новембар 1961) бивши је јапански фудбалер.

## Каријера
Током каријере је играо за Урава Ред Дајмондс.

## Репрезентација
За репрезентацију Јапана дебитовао је 1988. године. За тај тим је одиграо 6 утакмица.

## Статистика
| Јапан  | Јапан   | Јапан  |
| Година | Наступи | Голови |
| ------ | ------- | ------ |
| 1988.  | 1       | 0      |
| 1989.  | 5       | 0      |
| Укупно | 6       | 0      |